# 乃坂ひより
乃坂 ひより（のざか ひより、2005年〈平成17年〉1月1日 - ）は、日本のAV女優。東京都出身。Bstar所属。

## 経歴
2024年9月10日に『新人NO.1 STYLE 乃坂ひよりAVデビュー Sサイズなのに隠れ巨乳』でエスワンよりAVデビュー。
2025年9月にMOODYZに専属が変わった。

## 人物
- 高校1年生の時はブラジャーのサイズはDカップだった[2]。
- 中学の時は吹奏楽部でパーカッションをやっていたこともあり特技はドラム。またファッション系のインフルエンサーもやっている[2]。
- 可愛い女優さんは河北彩伽、石川澪、白桃はな[2]。
- 芸名は乃木坂系の女の子が好きなので、それで自分の名字を「乃坂」に。ひよりは親友たちにAV女優になることをカミングアウトした時に一緒に考えてもらった[2]。
- AVで見ているジャンルはマッサージ系[2]。
- デビュー時は大学生[2]。
- 自射行為はほぼ毎日[2]。
- 初体験は19歳の時に当時つきあっていた韓国人の人とビジネスホテルでだった[3][4]。
- 性の目覚めは幼稚園からだったと振り返る[4]。
- 性感帯は耳と乳首[4]。

## 作品

### アダルトビデオ
- 新人NO.1 STYLE 乃坂ひよりAVデビュー Sサイズなのに隠れ巨乳（9月10日、エスワン）
- 細くて巨乳のズルいカラダ快感！初・体・験とびっきりの初イキッ Gカップ性感開発スペシャル 乃坂ひより （10月8日、エスワン）
- ぐちょぐちょ下品に舌を絡ませる 中年おじさんと唾液まみれ濃厚ベロキス性交 乃坂ひより（11月12日、エスワン）
- 激イキ220回！痙攣6690回！イキ潮4400cc！ 絶品BODY女子大生 エロス覚醒 はじめての大・痙・攣スペシャル 乃坂ひより（12月10日、エスワン）
- S1 PRECIOUS GIRLS 2024 オールスター24名大集合ハーレムアイランドSpecial（12月10日、エスワン）

- 巨漢×巨根×ポルチオ×追撃×乱交×エビ反り×大量失禁 乃坂ひよりの極上BODY大改造超ハードピストンFUCK（1月14日、エスワン）
- セックスもオナニーも完全ガチ禁止！1か月間の我慢の後のムラムラ全開ヌレヌレ敏感の肉体で味わうとメス顔で痙攣しまくり大量潮吹きでイキ尽くす禁欲ベスコンFUCK 乃坂ひより（2月11日、エスワン）
- スタイルも愛嬌も抜群な美少女のニコニコ笑顔に精液ぶっかける背徳大量顔射オナサポ 乃坂ひより（3月11日、エスワン）
- エスワン20周年記念 AV業界史に残る最強タッグ作品 顔面偏差値No.1の女子生徒たちがヌキハメ放題で来場者を満足させてくれるエスワン学園射精祭（3月11日、エスワン）
- 顔面からタマも竿もアナルまで舐めまわして ヨダレ垂れ流しながら全身リップとフェラして ご奉仕してくれる舐めしゃぶり痴女メイド 乃坂ひより（4月8日、エスワン）
- 押しに弱すぎる彼女の巨乳妹とこっそりハメて僕のチ●ポに沼らせて敏感即イキ早漏体質に仕上げた 乃坂ひより（5月13日、エスワン）
- エスワン20周年記念 AV業界史に残る最強タッグ作品 世界トップクラスの美女に囲まれて柔らか艶肌むぎゅむぎゅ超密着！スッキリ連続射精！キス、乳首、股間…性感帯シンクロ同時責め【主観】あなただけの性処理専門全裸メイド倶楽部（5月27日、エスワン）
- 控えめで大人しい真面目な女子●生を我慢できずにメチャクチャ痴●してやったら…彼氏よりも俺のテクの虜に。 乃坂ひより（6月10日、エスワン）
- 大人しい新入女子社員を一泊出張に同行させ相部屋に連れ込むと…まさかのド淫乱メスに変身して精液透明になるまで絞りヌカれた… 乃坂ひより （7月8日、エスワン）
- 実は私、ノーパン接客してます…。 顔を紅潮させながら感じまくる押しに弱すぎる居酒屋バイト娘 乃坂ひより（8月12日、エスワン）
- 覚醒移籍 S級ボディにたっぷり初中出し 乃坂ひより（9月2日、MOODYZ）

### VR作品
- VR NO.1 STYLE ＜乃坂ひより＞解禁 はじめて出会った天然グラマラスGカップBODYに溺れる、快感。 乃坂ひより（10月17日、エスワン）

### イメージビデオ
- ALL NUDE 乃坂ひより（1月28日、Aircontrol）

## 外部サイト
- 乃坂ひより (@nozaka_hiyori) - X
- 乃坂ひより (@nozaka_hiyori) - Instagram

※以下は、18禁サイト
- エスワン・乃坂ひより